# Fort IX Twierdzy Toruń
Fort IX Twierdzy Toruń – pośredni fort artyleryjski, zbudowany pod nazwą Zwischenfort IVc, następnie noszący imię Heinricha von Plauena, a od 1920 roku noszący imię Bolesława Chrobrego. Znajduje się przy ulicy Szosa Okrężna 4.
Powierzchnia fortu wynosi 15,75 ha.

## Historia
Zbudowany w latach 1882–1885 na planie pięciokąta. Chociaż pierwotne plany obiektu przewidywały powstanie trapezowego fortu pośredniego, jeszcze przed rozpoczęciem właściwych prac budowlanych zmieniono koncepcję na pięcioboczny, zredukowany pod względem rozmiarów (rozpiętość w narożnikach szyi tylko 176 m) fort. Miał on chronić Toruń od strony zachodniej; ogień jego dział sięgał do miejscowości Stary Toruń i Nieszawka. Załogę stanowił 1 batalion piechoty oraz obsługa 11 stanowisk artyleryjskich z dwoma punktami obserwacyjnymi, rozlokowana w 23 pomieszczeniach mieszkalnych. Koszt budowy fortu wyniósł 1 148 480 marek niemieckich.
Fort posiada dwukondygnacyjne koszary szyjowe, obustronnie oskarpowaną suchą fosę oraz cztery kaponiery – dwie kaponiery barkowe, szyjową i czołową (obie dwustronne). Na wale dolnym, na który wychodziły korytarze wyższej kondygnacji, zlokalizowane były stanowiska piechoty i stanowiska artyleryjskie. Do maksimum zredukowana została powierzchnia magazynowa oraz dziedzińce forteczne, niemal całkowicie zabudowane przez pochylnie wiodące do wału górnego. Podobnie zredukowany został plac broni, broniony przez ciężką kratę forteczną (pierwotnie otaczającą całość zabudowań). Do wnętrza fortu prowadził żelazny most zwodzony i brama główna.
Fort był modernizowany w latach 1889–1893, ok. 1905 i w 1914 roku. Podczas pierwszej modernizacji założono instalację elektryczną i wodociągową oraz wzmocniono sklepienie metrową warstwą betonu. Poprawiono stan umocnień ziemnych i zamaskowano stoki forteczne krzakami. W 1911 roku całość otoczono drutem kolczastym. 
W 1920 roku w forcie zlokalizowano 8. Okręgowy Szpital Koni i szkołę podkuwaczy koni. Sporadycznie kwaterowano w nim wojska uczestniczące w danym momencie w manewrach. Fort po wyjeździe wojsk pruskich był zdewastowany (świadome uszkodzenie wszystkich instalacji) i całkowicie pozbawiony wyposażenia, mimo tego Zarząd Forteczny dokonał jedynie częściowej jego konserwacji.
W 1954 roku fort przeszedł na własność Przedsiębiorstwa „Las”. W obiekcie urządzono skup i przetwórnię dziczyzny. Pod koniec lat 90. XX wieku fort został sprywatyzowany.
W latach 60. XX w. podjęto rozbiórkę fortu, lecz jej nie ukończono; ostatecznie rozbudowa budynków przemysłowych i transportowych doprowadziła do zniwelowania części wałów, zasypania fosy i zniszczenia wszystkich stanowisk artylerii.